# Cybocephalus subcaeneus
Cybocephalus subcaeneus is een keversoort uit de familie Cybocephalidae. De wetenschappelijke naam van de soort is voor het eerst geldig gepubliceerd in 1875 door Reitter.